# Sutapranan
Sutapranan is een bestuurslaag in het regentschap Tegal van de provincie Midden-Java, Indonesië. Sutapranan telt 4324 inwoners (volkstelling 2010).